# Кратова Говтва (село)
Кратова Го́втва — село в Україні, у Диканській селищній громаді Полтавського району Полтавської області. Населення становить 230 осіб. До 2020 орган місцевого самоврядування — Водянобалківська сільська рада.

## Географія

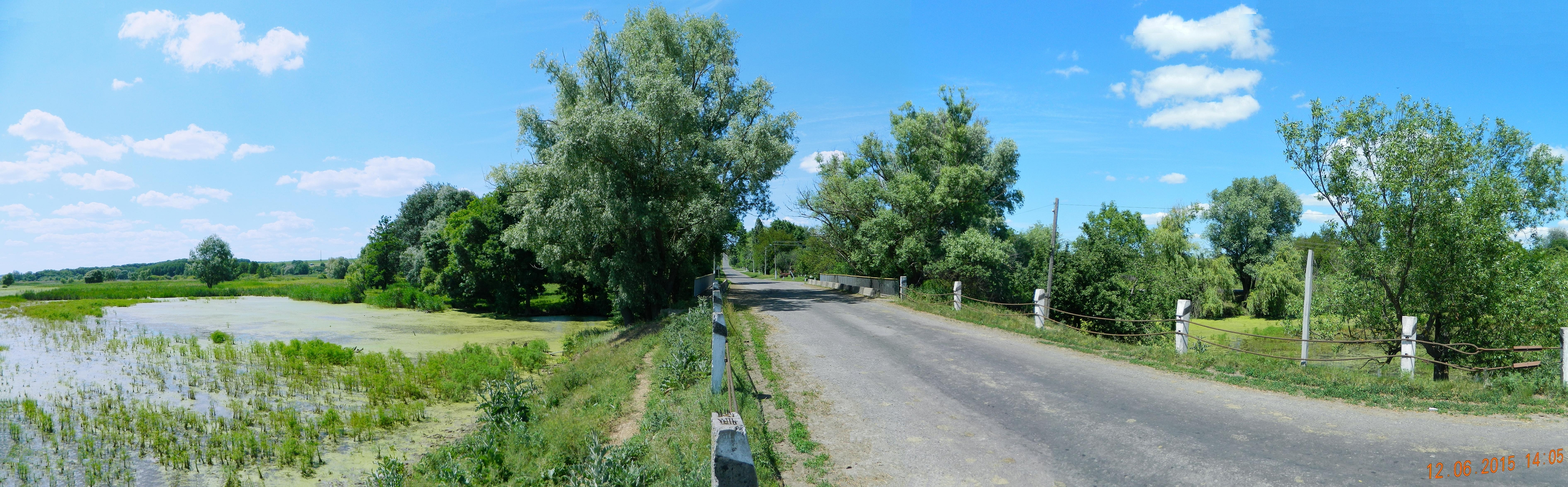
Міст через річку Кратова Говтва

Село Кратова Говтва знаходиться на правому березі річки Кратова Говтва, вище за течією раніше до нього примикало село Жовтневе.
Відстань до адміністративного центру громади — 6 км, до обласного центру — 35 км. Найближча залізнична станція Полтава-Київська.

## Історія
12 червня 2020 року, відповідно до розпорядження Кабінету Міністрів України № 721-р «Про визначення адміністративних центрів та затвердження територій територіальних громад Полтавської області», село увійшло до складу Диканської селищної громади.
19 липня 2020 року, в результаті адміністративно - територіальної реформи та ліквідації Диканського району, село увійшло до складу новоутвореного Полтавського району.